# St. Johannes (Hatzfeld)

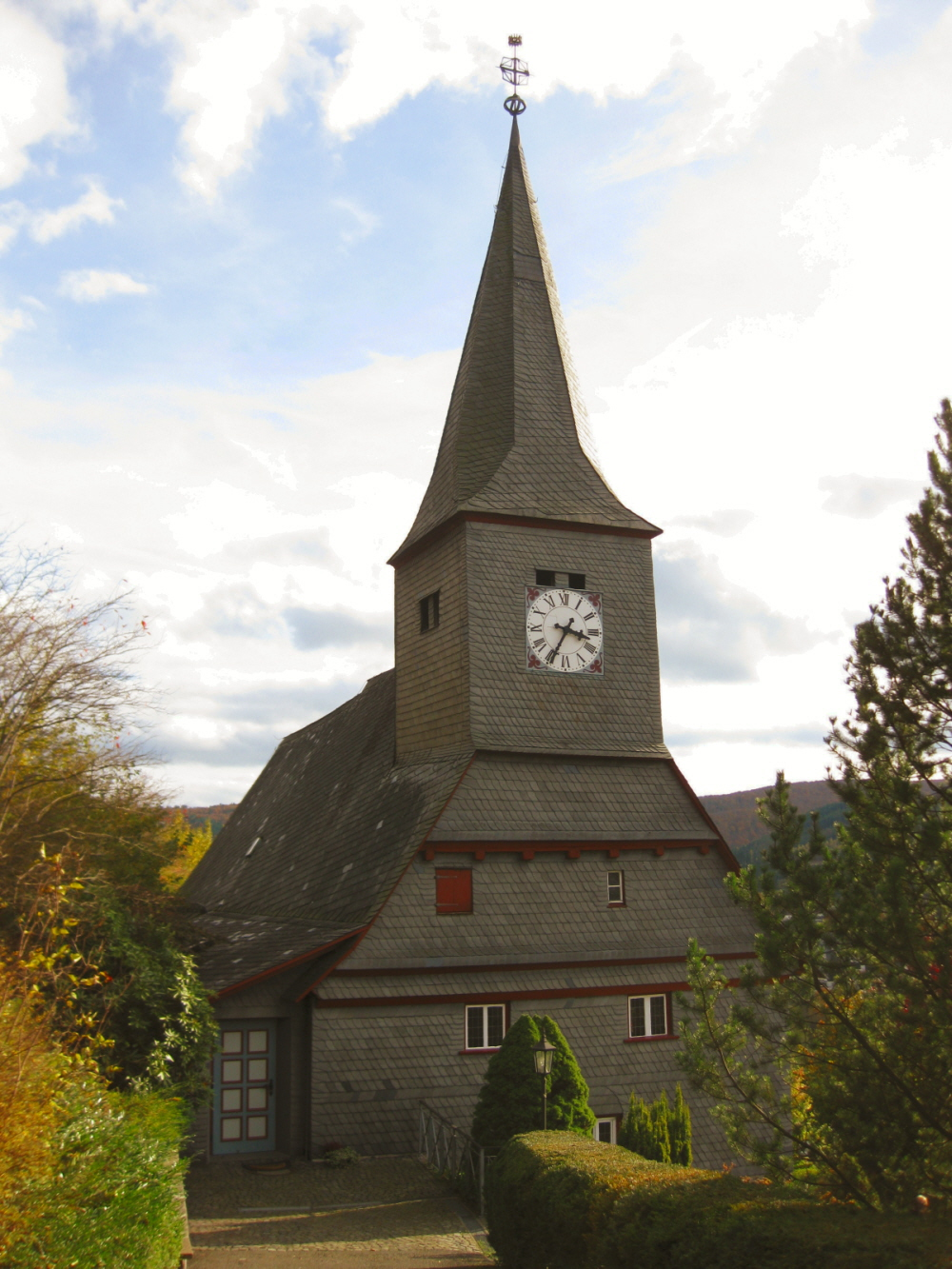
St. Johannes (Hatzfeld)

St. Johannes ist ein denkmalgeschütztes Kirchengebäude in der Stadt Hatzfeld im Landkreis Waldeck-Frankenberg in Hessen. Die Kirchengemeinde gehört zum Dekanat Biedenkopf-Gladenbach in der Propstei Nord-Nassau der Evangelischen Kirche in Hessen und Nassau.

## Beschreibung
Die verschieferte gotische Fachwerkkirche wurde im 14. Jahrhundert von den Hatzfeldts  auf den Grundmauern eines Vorgängerbaus errichtet. An das Kirchenschiff schließt sich nach Südosten ein eingezogener rechteckiger Chor an. Im Nordwesten befindet sich ein Dachturm, der mit einem spitzen achtseitigen Helm bedeckt ist, in dem eine 1459 gegossene Kirchenglocke hängt. 
Der Innenraum wird von einer Holzbalkendecke überspannt, die längs von zwei Unterzügen getragen wird, die von hölzernen Säulen gestützt werden. Die Brüstungen der Emporen wurden 1787 von Georg Ernst Justus Kayser bemalt. Im Chor hängt über dem Altar ein spätgotisches Kruzifix aus dem 15. Jahrhundert. 1958 wurden im Chor sechs neue Bleiglasfenster von Erhardt Klonk eingebaut. Peter Dickel ersetzte 1871 die 1705 von Johann Christian Rindt gebaute einmanualige Orgel mit sieben Registern, die in die Emmauskapelle umgesetzt wurde, durch eine neue Orgel mit neun Registern, auf einem Manual und Pedal.